# Effet Matteucci
L’effet Matteucci est le phénomène d'apparition d'impulsions de tension aux extrémités d'un ruban ou d'un fil de haute perméabilité, préalablement contraint en torsion. Il a été mis en évidence en 1858 par le physicien italien Carlo Matteucci (1811-1868).
Du point de vue thermodynamique, il représente l'inverse de l'effet Wiedemann (en).